# Obiltoxaximab
Obiltoxaximab est un anticorps monoclonal développé pour le traitement des infections à Bacillus anthracis (agent étiologique de l'anthrax).
Ce médicament a été développé par Elusys Therapeutics, Inc. Le nom de spécialité attribuée à cet anticorps monoclonal est Anthim. 